# František Lukeš (lední hokejista)
František Lukeš (* 25. září 1982, Kadaň) je bývalý český hokejový útočník naposledy hrající za tým Piráti Chomutov. V sezóně 2010/2011 byl nejproduktivnějším hráčem týmu HC Benzina Litvínov. Své první hokejové kroky započal v týmu SK Kadaň.
26. května 2022 odešel z Litvínova po 16 letech a ve stejný den podepsal smlouvu s hokejovým klubem Piráti Chomutov.
15. března 2025 oznámil spolu se svým dlouholetým spoluhráčem Viktorem Hüblem konec hráčské kariéry, poté co Chomutov prohrál ve čtvrtfinále se Zlínem. Za 3 roky v Chomutově nasbíral 126 bodů.

## Hráčská kariéra
- 2000/2001 Toronto St. Michael’s Majors (OHL)
- 2001/2002 Toronto St. Michael’s Majors (OHL)
- 2002/2003 Toronto St. Michael’s Majors (OHL)
- 2003/2004 Springfield Falcons (AHL)
- 2004/2005 Idaho Steelheads (ECHL), Utah Grizzlies (AHL)
- 2005/2006 San Antonio Rampage (AHL), Laredo Bucks (CHL)
- 2006/2007 HC Chemopetrol Litvínov
- 2007/2008 HC Litvínov
- 2008/2009 HC Litvínov
- 2009/2010 HC Benzina Litvínov
- 2010/2011 HC Benzina Litvínov
- 2011/2012 HC Verva Litvínov
- 2012/2013 HC Verva Litvínov
- 2013/2014 HC Verva Litvínov
- 2014/2015 HC Verva Litvínov
- 2015/2016 HC Verva Litvínov (ELH)
- 2016/2017 HC Verva Litvínov (ELH)
- 2017/2018 HC Verva Litvínov (ELH)
- 2018/2019 HC Verva Litvínov (ELH)
- 2019/2020 HC Verva Litvínov (ELH)
- 2020/2021 HC Verva Litvínov (ELH)
- 2021/2022 HC Verva Litvínov (ELH)
- 2022/2023 Piráti Chomutov (2. liga)
- 2023/2024 Piráti Chomutov (2. liga)
- 2024/2025 Piráti Chomutov (1. liga)